# Шалев, Меир
Меи́р Шале́в (ивр. מאיר שלו‎; 29 июля 1948, Нахалаль, Израиль — 11 апреля 2023) — израильский писатель, теле- и радиоведущий, колумнист.

## Биография
Меир Шалев родился 29 июля 1948 года в мошаве Нахалаль в семье писателя Ицхака Шалева.
В 1966 году Меир Шалев был призван в Армию обороны Израиля. Служил в бригаде Голани. Принимал участие в боях на Голанских высотах во время Шестидневной войны. В одном из боев Войны на Истощение был тяжело ранен.
После окончания службы в армии изучал психологию в Еврейском университете в Иерусалиме (1969—1973), в те же годы работал водителем «Маген-Давид Адом», учился на курсах теле- и радиоведущих при Управлении государственного телерадиовещания.
Первой публикацией Шалева стали стихи в газете «Маарив» (1969). С 1974 года он начал работать как теле- и радиоведущий, завоевав популярность благодаря юмору, присущему его передачам. В 1987 году Шалев оставил телевидение и радио, всецело посвятив себя литературной работе.
Вёл колонку в газете «Едиот Ахронот».
Меир Шалев был знаком с писателем Давидом Шахаром и любил его книги. В интервью журналу «Русский репортёр» он признался, что был удивлён и польщён, когда Шахар попросил, чтобы Шалев произнёс речь на его похоронах: «И для меня это было огромной честью и комплиментом, потому что я не подозревал, что и он ценит меня».
Скончался 11 апреля 2023 года на 75-м году жизни от рака. Похоронен в мошаве Нахалаль. По словам дочери Зоар, писатель сам спланировал свои похороны, как только получил свой онкологический диагноз: «Мой отец был прагматичным человеком... Он открыл на компьютере файл, в котором планировал свои похороны. Что будет уместно на надгробии, включая шрифты надписи, расписал ортодоксальные похороны в стиле Нахалаля, включая список тех, кому будет дано слово при прощании».

### Романы
- Русский роман (1988)
- Эсав (1991)
- Как несколько дней… (1994)
- В доме своём в пустыне… (1998)
- Фонтанелла (2002)
- Голубь и Мальчик (2006)
- Дело было так (2009)
- Вышли из леса две медведицы (2013)

### Нон-фикшн
- Библия сегодня (1985)
- Главным образом о любви (1995)
- Мой Иерусалим (1998)
- Впервые в Библии (2008)
- Мой дикий сад (2017)

### Книги для детей
- Мальчик Хаим и чудовище из Иерусалима (1982)
- Ямочки на щеках Зохар (1987)
- Папа всех заставляет краснеть (1988)
- Вошь Нехама (1990)
- Как неандерталец случайно придумал кебаб (1993)
- Змей, потоп и два ковчега. Библейские истории для детей (1994)
- Трактор и песочница (1995)

## Переводы на русский язык
- Шалев М. Эсав / Пер. с ивр. Р. Нудельмана, А. Фурман. — СПб.: Ретро, 2002. — 512 с. — 2000 экз. — ISBN 5-94855-008-7.

- Шалев М. Библия сегодня / Пер. с англ. И. Гуровой. — М.: Текст, 2002. — 189 с. — (Коллекция). — 2000 экз. — ISBN 5-7516-0299-4.

- Шалев М. Несколько дней / Пер. с ивр. А. Даниэль, М. Меирзона. — Тель-Авив: Ам Овед, 2004. — 464 с. — ISBN 32-20814.

- Шалев М. В доме своем в пустыне… / Пер. с ивр. Р. Нудельмана, А. Фурман. — М.: Текст, 2005. — 430 с. — (Еврейская книга). — 3000 экз. — ISBN 5-7516-0498-9.

- Шалев М. Русский роман / Пер. с ивр. Р. Нудельмана, А. Фурман. — М.: Текст, 2006. — 638 с. — (Проза еврейской жизни). — 10 000 экз. — ISBN 5-7516-0554-3.

- Шалев М. Эсав / Пер. с ивр. Р. Нудельмана, А. Фурман. — М.: Текст, 2006. — 621 с. — (Проза еврейской жизни). — 5000 экз. — ISBN 978-5-7516-0666-3.

- Шалев М. Как несколько дней… / Пер. с ивр. Р. Нудельмана, А. Фурман. — М.: Иностранка, 2007. — 464 с. — (Иллюминатор). — 7000 экз. — ISBN 978-5-94145-453-2.

- Шалев М. Голубь и Мальчик / Пер. с ивр. Р. Нудельмана, А. Фурман. — М.: Текст, 2008. — 539 с. — (Проза еврейской жизни). — 5000 экз. — ISBN 978-5-7516-0716-6.

- Шалев М. Библия сегодня / Пер. с англ. И. Гуровой. — М.: Текст, 2008. — 272 с. — (Юбилейная серия). — 3000 экз. — ISBN 978-5-7516-0737-1.

- Шалев М. Змей, потоп и два ковчега. Библейские истории для детей / Пер. с ивр. Р. Нудельмана, А. Фурман. — М.: Текст, 2009. — 40 с. — (Детская серия «Кешет / Радуга»). — 5000 экз. — ISBN 978-5-7516-0835-4.

- Шалев М. Фонтанелла / Пер. с ивр. Р. Нудельмана, А. Фурман. — М.: Текст, 2009. — 797 с. — (Проза еврейской жизни). — 6000 экз. — ISBN 978-5-7516-0830-9.

- Шалев М. Впервые в Библии / Пер. с ивр. Р. Нудельмана, А. Фурман. — М.: Текст, 2010. — 413 с. — (Чейсовская коллекция). — 5000 экз. — ISBN 978-5-7516-0910-8.

- Шалев М. Дело было так / Пер. с ивр. Р. Нудельмана, А. Фурман. — М.: Текст, 2011. — 347 с. — (Проза еврейской жизни). — 10 000 экз. — ISBN 978-5-7516-0951-1.

- Шалев М. Обыкновенные удивительные истории / Пер. с ивр. Р. Нудельмана, А. Фурман. — М.: Текст, 2012. — 64 с. — (Детская серия «Кешет / Радуга»). — 5000 экз. — ISBN 978-5-7516-1056-2.

- Шалев М. Секреты обманчивых чудес. Беседы о литературе / Пер. с ивр. Р. Нудельмана, А. Фурман. — М.: Текст, 2013. — 416 с. — (Чейсовская коллекция). — 3000 экз. — ISBN 978-5-7516-1162-0.

- Шалев М. Дедушкин дождь и другие удивительные истории / Пер. с ивр. Р. Нудельмана. — М.: Текст, 2013. — 56 с. — (Детская серия «Кешет / Радуга»). — 5000 экз. — ISBN 978-5-7516-1218-4.

- Шалев М. Вышли из леса две медведицы / Пер. с ивр. Р. Нудельмана, А. Фурман. — М.: Текст, 2015. — 528 с. — (Проза еврейской жизни). — 5000 экз. — ISBN 978-5-7516-1280-1.

- Шалев М. Мой дикий сад / Пер. с ивр. Р. Нудельмана, А. Фурман. — М.: Текст, 2018. — 254 с. — (Вне серии). — 1500 экз. — ISBN 978-5-7516-1452-2.